# پی‌پی جوراب‌بلنده (فیلم ۱۹۹۷)
«پی‌پی جوراب‌بلنده» (انگلیسی: Pippi Longstocking (1997 film)) فیلمی در ژانر موزیکال است که در سال ۱۹۹۷ منتشر شد. از بازیگران آن می‌توان به کاترین اوهارا، گوردون پینسنت، دیو توماس، وین رابسن، و فرانک ولکر اشاره کرد.